# Fiat 727
A Fiat 727 egy tüzérségi vontató, amelyet az olasz Fiat cég épített, és amelyet a Regio Esercito használt a második világháború alatt.

## Története
A német szövetségesektől eltérően az olasz Regio Esercito nem fordított külön figyelmet a féllánctalpas vontató járművekre a két világháború közötti időszakban. 1941-ben az olasz katonai vezetők belátták, hogy a kor követelményeihez kell igazodniuk motorizált csapatok és fegyverek kellenek a jövő harcmezőire, ezért nekiláttak a hadsereg mobilisabbá tételéhez. Felkérték a két fő olasz katonai jármű gyártóját (FIAT és az E. Breda SpA), hogy alkossanak az igényeiknek megfelelő járműveket. Olyan járművekre volt szükségük amelyekkel katonákat és egyszerre tüzérségi nehézfegyvereket is tudnak szállítani terepen. A két gyár megegyezett a járművek kategória felosztásában azaz mindegyik más igényekre fektetett hangsúlyt. A Fiat cég vállalta a kisebb vontató gyártást, míg a Breda a nagyobb kapacitású Breda 61-es vontató gyártását vállalta. Ahhoz, hogy tartani tudják a szűkös határidőket, ezzel kockáztatva a megrendelés elvesztését a túl hosszú szállítási határidők miatt inkább úgy döntöttek hogy egy jól bevált német tüzérségi vontató másolatát fogják gyártani. 1941-ben beszereztek egy 1938-ban a Wehrmachtban üzembe helyezett német Sd.Kfz. 7 féllánctalpast. A teszteket a "Centro Studi Motorizzazione" (Motorizációs Tanulmányainak Központjában) értékelték. A tesztelés után megszerezték a jármű előállításának engedélyét 1942-ben a Breda SpA. 500 darab Breda 61 jármű legyártására kapott megrendelést. Néhány hónappal később a Fiat is bemutatta a Fiat 727-et egy kisebb modellt, mint a Breda, kisebb Fiat motorral, tehát kisebb vontatókapacitással. A Fiat megrendelést kapott 100 példány legyártására. A Breda szállította az első 36 Breda 61-es tételt, amellyel azonnal felszerelték a 136-os "Divisione Corazzata Legionaria Centauro" tüzérségi csoportját 1943 áprilisában. A Fiat egyidejűleg szállította az első, 8 darab Fiat 727 járműből álló tételt. A szállítások fennmaradó részét azonban törölték az ország kapitulációja miatt (1943. szeptember 8). A fegyverszünet után a németek átvették a hatalmat és folytatták a Breda 61-es gyártását.

## Műszaki jellemzők
A Fiat 727 egy 4170 cm³-es Fiat 6 hengeres soros benzinmotorral volt felszerelve, Solex porlasztóval, amely meghajtotta a jármű hátsó hernyó hajtókerekeit, valamint a 2,5 tonnás hátsó csörlőt. A futómű az Sd.Kfz.7-hez hasonlóan 2 elülső kormányzott kerékből és egy pár hernyótalpból állt, ez biztosította a jármű vonóerejét. A hernyótalp 7 darab, egymásba helyezett kerékből állt, amelyek közül 4 sima és 3 dupla, plusz az elülső hajtókerék (Krauss-Maffei szabadalom). A Fiat 727 egy közepes osztályú tüzérségi vontató volt, amely 1500 kg-os terhet tudott szállítani és 6 tonnás teher vontatására volt képes. A teljesen nyitott, de ponyvával felszerelt kabinban a jobb oldalon lévő vezetőnek és a 2 sorban elhelyezett üléssoron összesen 6 katonának volt hely. Az ülések háttámlái állványokkal voltak felszerelve, amelyek rögzítették a katonák fegyvereit az utazás során. A hátsó nagy csomagtartó lehetővé tette a tüzérségi lőszerek és egyéb felszerelések egyidejű szállítását.